# Grzegorz Peczkis
Grzegorz Peczkis (ur. 8 października 1976 w Kędzierzynie-Koźlu) – polski polityk, inżynier, nauczyciel akademicki i samorządowiec, senator IX kadencji.

## Życiorys
Jest absolwentem Politechniki Śląskiej. W 2007 na Wydziale Inżynierii Środowiska i Energetyki tej uczelni uzyskał stopień naukowy doktora nauk technicznych na podstawie pracy pt. Analityczne i empiryczne badania rozkładów ciśnień w mimośrodowej szczelinie wzdłużnej. Został adiunktem w Instytucie Maszyn i Urządzeń Energetycznych Politechniki Śląskiej.
W 2010 został wybrany na radnego Kędzierzyna-Koźla, krótko pełnił wówczas funkcję wiceprzewodniczącego rady miejskiej. W 2014 bez powodzenia kandydował na urząd prezydenta Kędzierzyna-Koźla, dostał się wówczas ponownie do rady miejskiej, uzyskując 297 głosów.
W wyborach parlamentarnych w 2015 został wybrany na senatora IX kadencji. Startując z ramienia Prawa i Sprawiedliwości w okręgu nr 53, zdobył 25 508 głosów, pokonując m.in. ubiegającego się o reelekcję Aleksandra Świeykowskiego. W 2019 nie ubiegał się o reelekcję. Bez powodzenia kandydował do Senatu w wyborach w 2023. W 2024 uzyskał mandat radnego Sejmiku Województwa Opolskiego VII kadencji. W tym samym roku z listy PiS startował w wyborach do Parlamentu Europejskiego z okręgu nr 12.

## Odznaczenia
- Krzyż Kawalerski Orderu Odrodzenia Polski (2025)[9]